# Gladestry
Gladestry (en anglais) ou Llanfair Llythynwg (en gallois) est un village et une communauté du Powys, au pays de Galles.

## Géographie
Gladestry est situé dans l'est du Powys, dans le comté historique du Radnorshire, près de la frontière anglo-galloise. La ville la plus proche est Kington, dans le Herefordshire, à 7 km à l'est.
La communauté de Gladestry comprend aussi les villages et hameaux de Newchurch (en) et Michaelchurch-on-Arrow (cy).

## Démographie
Au recensement de 2011, la communauté de Gladestry comptait 412 habitants.